# Aireación (jardinería)

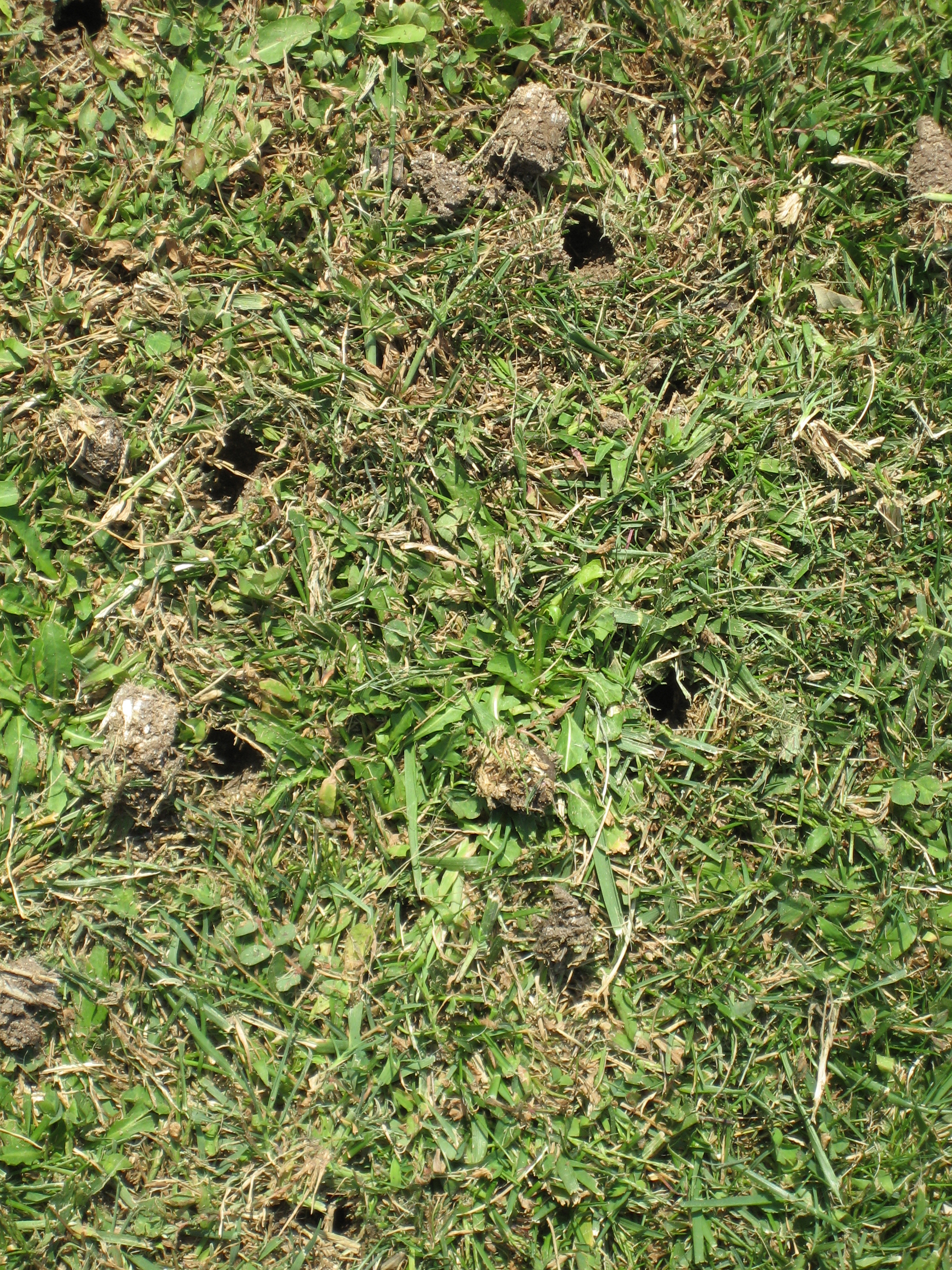
Suelo con perforaciones y bocados extraídos para airearlo.

En jardinería y agricultura la aireación del suelo consiste en ventilarlo para facilitar el intercambio de gases entre la atmósfera y la tierra y quitar la capa de paja y el musgo que se forma a nivel de las raíces y que asfixia la plantas.

## Aireado del césped
El aireado es una técnica de mantenimiento del césped, que consiste en airear la tierra  mediante perforaciones superficiales en el terreno, (entre 5 y 15 centímetros) para crear conductos por los que permitir el acceso del aire, el agua y los nutrientes al suelo y evitando la compactación del terreno.

La aireación del césped se hace preferentemente en otoño o primavera.
No debe confundirse con la técnica de la escarificación, que es una técnica que busca solucionar problemas comunes, como el exceso de compactación y la falta de aireación del terreno pero actuando de forma diferente sobre el suelo. Pueden combinarse ambas técnicas siendo recomendable la realización primero de la aireación y luego de la escarificación.

### Los aireadores

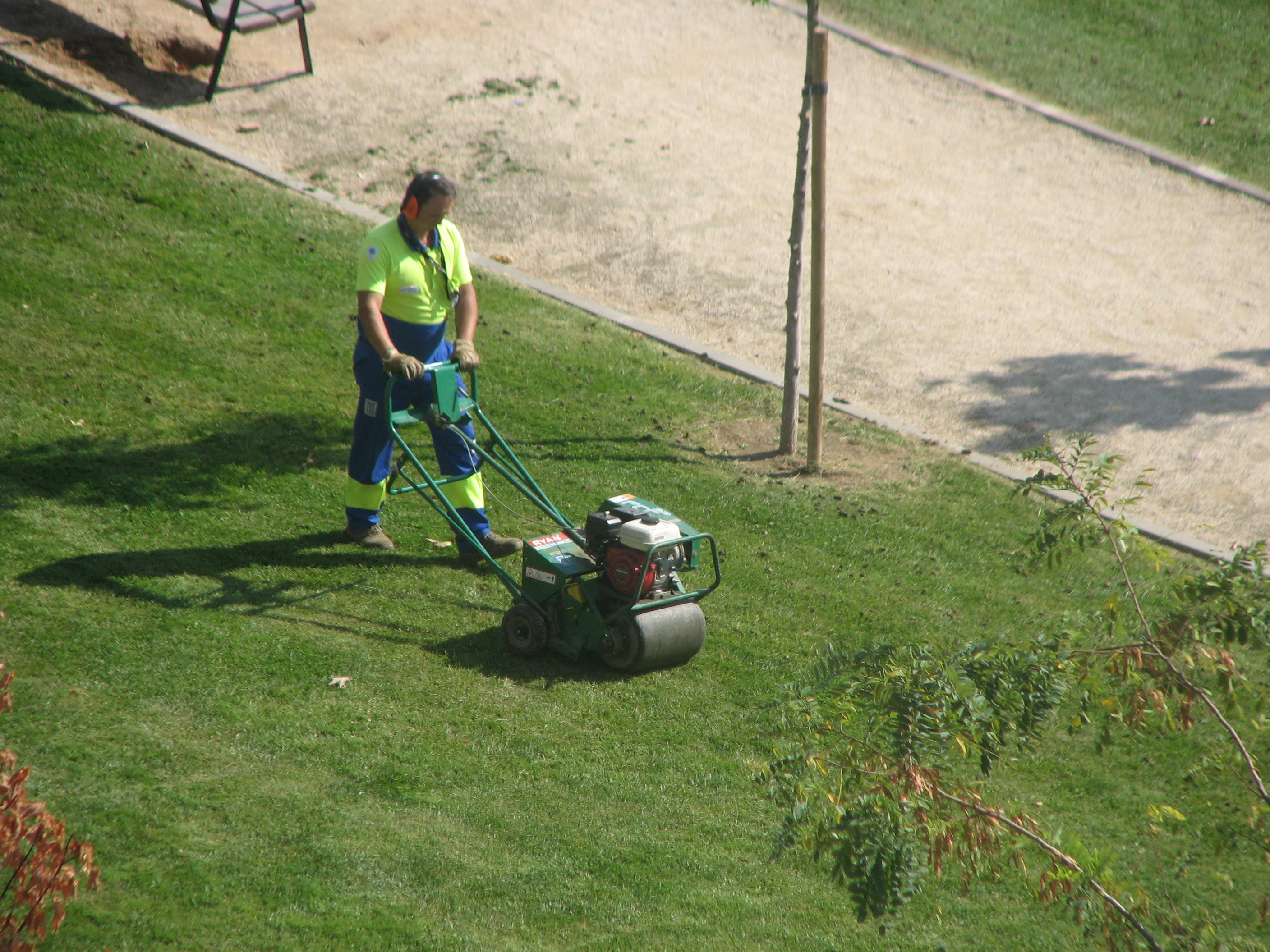
Aireadora con motor térmico.

Los aireadores pueden dividirse según el tipo de elementos que usen para actuar sobre el césped en:
- Escarificadores de púas macizas.
- Escarificadores de púas huecas, o sacabocados.

La herramienta ideal a utilizar es diferente según la superficie de la tierra:
- Para un terreno menor de 50 m²: aireadores.
- Para un terreno de entre 50 y 100 m²: aireadores manual rotativo o mecanizado.
- Para un terreno de 100 a 500 m²: aireadores motorización eléctrica.
- Un campo de más de 500 m²: aireadores con motorización térmica que posibilita una gran movilidad.

### Condiciones para la operación
- La tierra antes de la aireación debe estar húmeda pero no mojada (regar si es necesario);
- Los pases del aireador deben darse cruzados para mejorar la eficiencia sin riesgo de olvidarnos de algunas zonas de la tierra;
- La aireación no debe ser demasiado profunda para evitar la ruptura de las raíces;
- Los desechos deberán ser recogidos después del paso del aireador.